# Sinh vật huyền bí và nơi tìm ra chúng (phim)
Sinh vật huyền bí và nơi tìm ra chúng (tên gốc tiếng Anh: Fantastic Beasts and Where to Find Them) là một phim điện ảnh kỳ ảo do David Yates đạo diễn. Đây là bộ phim tiền truyện của loạt phim Harry Potter, được nữ nhà văn người Anh J.K. Rowling sản xuất và đồng thời chấp bút kịch bản dựa theo cuốn sách Fantastic Beasts and Where to Find Them xuất bản năm 2001 của bà. Phim có sự tham gia diễn xuất của Eddie Redmayne trong vai Newt Scamander, cùng với Katherine Waterston, Dan Fogler, Alison Sudol, Ezra Miller, Samantha Morton, Jon Voight, Carmen Ejogo và Colin Farrell trong các vai diễn phụ. Đây là phần phim đầu tiên trong loạt phim Sinh vật huyền bí, và là tác phẩm điện ảnh thứ chín của thương hiệu Thế giới Phù thủy.
Sinh vật huyền bí và nơi tìm ra chúng được công chiếu ra mắt tại Thành phố New York vào ngày 10 tháng 11 năm 2016 và được khởi chiếu rộng rãi trên toàn thế giới từ ngày 18 tháng 11 năm 2016 dưới định dạng 3D, IMAX 4K Laser và các định dạng phòng chiếu lớn khác. Phim nhận được nhiều ý kiến đánh giá tích cực từ giới chuyên môn lẫn khán giả; phim thu về 814 triệu USD từ các phòng chiếu trên toàn thế giới, trở thành phim điện ảnh có doanh thu cao thứ tám năm 2016. Phim nhận được năm đề cử cho Giải BAFTA, với chiến thắng ở hạng mục Thiết kế sản xuất xuất sắc nhất, và hai đề cử tại Giải Oscar, và giành chiến thắng ở hạng mục Thiết kế phục trang đẹp nhất, trở thành phim điện ảnh đầu tiên trong thương hiệu Thế giới Phù thủy nhận được tượng vàng Oscar. Phần phim tiếp theo có tựa đề Sinh vật huyền bí: Tội ác của Grindelwald được công chiếu vào ngày 16 tháng 11 năm 2018.

## Nội dung
Năm 1926, một phù thủy và "chuyên gia nghiên cứu những sinh vật huyền bí" người Anh Newt Scamander (Eddie Redmayne) đi tàu tới New York trên đường đến Arizona. Anh gặp Mary Lou Barebone (Samantha Morton), một phụ nữ không có phép thuật ("No-Maj" hay "Muggle"), người đứng đầu Hội Từ thiện Salem Đệ Nhị. Khi Newt đang lắng nghe phát biểu của bà ta về việc phù thủy và pháp sư có thật và rất nguy hiểm, một con Nifucr (tạm dịch: Đào Mỏ) trốn thoát khỏi chiếc vali phép thuật được ếm Bùa Cơi nới của Newt, nơi chứa nhiều sinh vật huyền bí. Khi Newt cố gắng bắt con Đào Mỏ, anh gặp một No-Maj, công nhân của nhà máy đóng hộp và một người làm bánh đang tuyệt vọng Jacob Kowalski (Dan Fogler), và họ vô tình hoán đổi vali. Một Thần Sáng đã bị giáng cấp, Tina Goldstein (Katherine Waterston), bắt giữ Newt vì sự hỗn loạn gây ra bởi con Đào Mỏ và đưa anh đến trụ sở của Quốc hội Pháp Thuật Hoa Kỳ (MACUSA), với hy vọng giành lại chức vụ cũ của cô. Tuy nhiên, vì vali của Jacob chỉ đựng các loại bánh nướng, Newt được phát thả ra. Tại căn hộ chung cư của Jacob, một số sinh vật thoát khỏi vali của Newt.
Sau khi Tina và Newt tìm được Jacob và chiếc vali, Tina đưa họ đến căn hộ của cô và giới thiệu họ với Queenie (Alison Sudol), em gái của cô, một người Thấu Thị (có khả năng Chiết Tâm Trí Thuật - đọc suy nghĩ người khác). Jacob và Queenie bị thu hút lẫn nhau, mặc dù các pháp sư người Mỹ bị cấm kết hôn hoặc thậm chí gặp No-Majs. Newt đưa Jacob vào trong chiếc vali mở rộng của mình, nơi Jacob gặp một Obscurus (tạm dịch: Ký Hồn Bào), một loại ký sinh trùng được phát triển bên trong những đứa trẻ có khả năng phép thuật (để chúng có thể kiềm chế phép thuật của mình, tránh bị Muggle săn đuổi). Newt lấy nó ra từ một cô bé đã chết, những người Ký Hồn Nhân hiếm khi sống qua mười tuổi. Newt thuyết phục Jacob giúp tìm kiếm những sinh vật bị mất tích. Sau khi họ bắt được hai trong số ba con thú trốn thoát: Đào Mỏ và Erumpent, Tina phát hiện ra và mang chiếc vali tới MACUSA. Các quan chức bắt họ, tin rằng một trong những con thú của Newt phải chịu trách nhiệm vì giết chết Thượng nghị sĩ Henry Shaw /Jr (Josh Cowdery). Giám đốc bộ phận An ninh Pháp thuật Percival Graves (Colin Farrell) cáo buộc Newt mưu phản với phù thủy hắc ám khét tiếng Gellert Grindelwald (Johnny Depp), quyết định phá hủy vali của Newt và xóa ký ức của Jacob về pháp thuật. Newt và Tina bị kết án tử hình ngay lập tức, nhưng Queenie và Jacob giải cứu họ, và họ trốn thoát sau khi lấy lại vali của Newt. Theo lời khuyên từ Gnarlack (Ron Perlman), một yêu tinh - người đã từng cung cấp thông tin cho Tina, bốn người tìm thấy và bắt lại những sinh vật thoát ra cuối cùng: một con Demiguise và một con Occamy mà Newt không biết là đã thoát ra từ va li của anh ta.
Trong khi đó, Graves tiếp cận con trai nuôi của Mary Lou, Credence (Ezra Miller) và đề nghị giải thoát anh khỏi người mẹ lạm dụng của mình. Đổi lại, Graves muốn Credence tìm một Ký Hồn Nhân, người mà ông ta tin rằng đã gây ra những sự phá hoại bí ẩn quanh thành phố. Credence tìm thấy một cây đũa phép dưới giường của em gái mình, Modesty (Faith Wood-Blagrove). Mary Lou cho rằng đó là cây đũa phép của Credence, nhưng Modesty nói đó là của cô. Khi Modesty sắp bị trừng phạt, Ký Hồn Nhân giết Mary Lou và con gái cả của bà ta là Chastity (Jenn Murray). Graves đến, và sau khi Credence dẫn ông ta đến chỗ Modesty nấp vì sợ hãi, người mà ông ta tin rằng là Ký Hồn Nhân mang trong mình loại Ký Hồn Bào nguy hiểm mà ông ta đang hằng tìm kiếm, ông nói với Credence rằng cậu là một Squib (á phù thủy - sinh ra trong gia đình phù thủy nhưng không có phép thuật) và lạnh lùng từ chối dạy cậu phép thuật. Credence sau đó, vì quá phẫn nộ đã thể hiện sức mạnh ma thuật kì dị của mình, tiết lộ rằng chính cậu mới là Ký Hồn Nhân thực sự, và đã sống lâu hơn bất kỳ người nào khác (vì cậu quá mạnh và có thể điều khiển được chúng để tồn tại). Trong cơn thịnh nộ, Credence đã để Ký Hồn Bào trong mình thoát ra và biến đổi một cách dữ dội rồi tấn công thành phố.
Newt tìm thấy Credence trốn trong một đường hầm tàu điện ngầm, nhưng anh bị tấn công bởi Graves. Tina, người đã từng giúp đỡ Credence, đến và cố gắng trấn an anh, trong khi Graves cố gắng thuyết phục Credence nghe lời ông ta. Khi Credence bắt đầu ổn định và trở lại hình dạng con người, các Thần Sáng đến và ếm bùa vào cậu để bảo vệ cộng đồng pháp thuật; tuy nhiên, một mảnh Ký Hồn Bào nhỏ thoát ra. Graves thừa nhận đã giải phóng Ký Hồn Bào để làm lộ cộng đồng pháp thuật với No-Maj và sắp đặt Newt vào âm mưu đó, giận dữ cáo buộc rằng MACUSA bảo vệ No-Maj hơn là cộng đồng pháp thuật. Khi Bộ trưởng (Carmen Ejogo) ra lệnh cho các Thần Sáng bắt giữ Graves, ông ta tấn công và bắt đầu đánh bại tất cả bọn họ. Sau khi bị đánh bại bởi một trong những con thú của Newt, ông ta được tiết lộ là Grindelwald trong lớp ngụy trang và bị bắt giam.
MACUSA lo ngại rằng thế giới bí mật của họ đã bị lộ, nhưng Newt đã thả ra con Thunderbird (tạm dịch: Lôi Điểu) của mình, Frank, để phân tán một lượng thuốc Xóa kí ức bằng một cơn mưa lên thành phố và xóa đi mọi ký ức về pháp thuật của người New York trong khi các pháp sư MACUSA sửa chữa các thiệt hại. Queenie hôn tạm biệt Jacob khi cơn mưa xóa đi ký ức của anh. Newt khởi hành đến châu Âu, nhưng hứa sẽ trở lại và thăm Tina khi cuốn sách của anh hoàn thành; anh cũng giấu tên và để lại cho Jacob vỏ trứng bạc của Occamy để thế chấp cho tiệm bánh của mình. Bánh mì và bánh ngọt của anh được truyền cảm hứng từ những sinh vật của Newt, và Queenie đến thăm anh trong cửa hàng.

## Diễn viên
- Eddie Redmayne vai Newt Scamander:[8] một phù thủy hướng nội, chuyên gia nghiên cứu những sinh vật huyền bí người Anh và nhân viên tại Bộ Pháp thuật. Scamander là tác giả tương lai của quyển sách giáo khoa trường phù thủy và pháp sư Hogwarts, Sinh vật huyền bí và nơi tìm ra chúng. Redmayne được tuyển chọn vào tháng 6 năm 2015. Matt Smith và Nicholas Hoult cũng được xem xét cho vai diễn này.
- Katherine Waterston vai Porpentina "Tina" Goldstein:[9] một phù thủy và cựu Thần Sáng của MACUSA. Cô mong muốn đấu tranh cho những gì đúng, nhưng đã bị giáng cấp xuống chức vụ thấp hơn kỹ năng của mình.
- Alison Sudol vai Queenie Goldstein:[10][11] Em gái và bạn cùng phòng của Tina, cô được mô tả như là một quả lựu đạn với tinh thần tự do, và là một người Thấu Thị bẩm sinh. Đây là bộ phim điện ảnh đầu tay của Sudol.
- Dan Fogler vai Jacob Kowalski.[12] một Muggle, nhân viên nhà máy đóng hộp và thợ làm bánh đầy tham vọng, người vô tình tiếp xúc với cộng đồng pháp thuật của thành phố New York khi gặp Newt.
- Colin Farrell vai Percival Graves:[13] một Thần Sáng cấp cao và Giám đốc bộ phận An ninh Pháp thuật của MACUSA. Ông ta bị buộc tội để lộ bí mật của cộng đồng pháp thuật.
- Samantha Morton vai Mary Lou Barebone:[14] một No-Maj hẹp hòi nham hiểm và lãnh đạo của "Hiệp hội Từ thiện Salem mới" hay "Hội Salem Đệ Nhị", một nhóm có mục tiêu bao gồm vạch trần và giết các phù thủy, pháp sư.
- Ezra Miller vai Credence Barebone:[15][16][17] con trai nuôi của Mary Lou, một người Obscurus nhập.
- Carmen Ejogo vai Seraphina Picquery:[18] Bộ trưởng MACUSA, Quốc hội Pháp Thuật Hoa Kỳ. Như vậy, cô là người Mỹ đồng hạng với Bộ trưởng Bộ Pháp thuật ở Anh.
- Faith Wood-Blagrove vai Modesty Barebone: một cô bé bị ám ảnh bởi việc giết phù thủy và là con út trong những đứa con nuôi của Mary Lou. Wood-Blagrove đã được chọn cho vai diễn sau hàng ngàn cuộc thử vai.
- Jon Voight vai Henry Shaw, Sr:[19] chủ sở hữu tờ báo nổi tiếng và là cha của Thượng nghị sĩ người Mỹ Henry Shaw Jr. và Langdon Shaw.
- Ron Perlman lồng tiếng Gnarlack:[20] một tên yêu tinh bất lương sở hữu một hộp đêm bất hợp pháp gọi là "The Blind Pig" (Con lợn mù).
- Jenn Murray vai Chastity Barebone:[15][21] con cả trong những đứa con nuôi của Mary Lou.
- Johnny Depp vai Gellert Grindelwald: một phù thủy hắc ám quyền lực khét tiếng, người tìm kiếm một Trật tự Phù thủy mới, tin tưởng vào sự vượt trội của pháp sư.
- Ronan Raftery vai Langdon Shaw: con trai út của Henry Shaw Sr., người đã bắt đầu tin vào phép thuật.
- Josh Cowdery vai Henry Shaw Jr: con trai cả của Henry Shaw Sr., một thượng nghị sĩ Mỹ kiêu ngạo và độc ác, người đã chế giễu Hội Salem Đệ Nhị.
- Kevin Guthrie vai Ngài Abernathy: giám sát viên MACUSA của Tina và Queenie.
- Zoë Kravitz vai Leta Lestrange: người yêu cũ của Newt, người đã phản bội lòng tin của anh.

## Sản xuất

### Phát triển
Warner Bros. Pictures thông báo vào tháng 9 năm 2013 rằng J. K. Rowling sẽ lần đầu tiên tham gia viết kịch bản cho loạt phim dựa trên Fantastic Beasts and Where to Find Them, như một phần trong việc hợp tác sáng tạo mở rộng cùng Rowling. Rowling khẳng định loạt phim sẽ tập trung vào cuộc đời của Newt Scamander, dù có cùng một bối cảnh nhưng không liên quan đến loạt phim Harry Potter. Bộ phim đầu tiên diễn ra vào 70 năm trước loạt phim Potter, trong những năm 1920 tại New York. David Heyman, người sản xuất toàn bộ loạt phim Harry Potter sẽ trở lại làm việc với loạt phim này.
Vào tháng 3 năm 2014, Warner Bros. xác nhận câu chuyện này sẽ phát hành làm ba phần phim. 3 tháng sau, họ thông báo ghi hình tại Warner Bros. Studios Leavesden, Hertfordshire. Sau khi Alfonso Cuarón từ chối tham gia, Warner Bros. khẳng định David Yates sẽ đạo diễn ít nhất một trong 3 phần phim. Vào ngày 23 tháng 11, nhà sản xuất Heyman báo cáo Rowling rằng họ đã hoàn thành kịch bản và sẽ bấm máy vào 2015.
Vào ngày 20 tháng 1 năm 2015, Heyman xác nhận Yates và Steve Kloves hợp tác biên kịch cùng Rowling. Kloves trước đây từng viết kịch bản cho 7 trong 8 bộ phim Harry Potter. Philippe Rousselot sẽ là nhà đạo diễn ghi hình chính.

### Sản xuất tiền kỳ
Vào tháng 4 năm 2015, Variety báo cáo diễn viên Eddie Redmayne là lựa chọn tốt nhất cho vai Newt Scamander. Matt Smith và Nicholas Hoult cũng nằm trong danh sách ứng cử. Trong vai phù thủy Queenie, hãng phim phải lựa chọn giữa Saoirse Ronan, Dakota Fanning, Lili Simmons và Alison Sudol, trong khi Kate Upton, Katherine Waterston và Elizabeth Debicki được cân nhắc cho vai chị gái của Queenie, Tina. Greg Silverman thông báo Redmayne được tuyển vai Newt Scamander vào tháng 6 năm 2015. Sau khi xưởng phim thông báo chính thức tuyển Waterston vào vai phù thủy Tina, Ezra Miller cũng nhận luôn vai Credence.
Vào tháng 7 năm 2015, Sudol xác nhận vào vai Queenie, là vai diễn điện ảnh đầu tiên của cô. Sau khi xưởng phim gặp gỡ Josh Gad và Michael Cera, diễn viên hài Dan Fogler trúng tuyển vai Jacob và Miller vào vai Credence. Cera từ bỏ vai trong Fantastic Beasts để lồng tiếng cho phim hoạt hình The Lego Batman Movie. Vào tháng 8, Colin Farrell nhận vai phù thủy Graves. Thông qua hàng ngàn cuộc thử vai, một cô gái 10 tuổi người Anh Quốc tên là Faith Wood-Blagrove được chọn vào vai Modesty. Cuối tháng đó, diễn viên người Ireland Jenn Murray ký hợp đồng vai Chastity, và Samantha Morton vai Mary Lou. Vào tháng 10 năm 2015, The Hollywood Reporter báo cáo rằng Jon Voight, Gemma Chan, Carmen Ejogo và Ron Perlman cũng xuất hiện trong những vai nhỏ.

## Phát hành
Bộ phim dự kiến phát hành ngày 18 tháng 11 năm 2016, trên định dạng 3D và IMAX 4K Laser.

### Quảng bá
Một "trích đoạn thông báo" của phim ra mắt vào ngày 15 tháng 12 năm 2015. Cùng một trailer dài 2 phút, một áp phích mới cũng được phát hành.
Vào ngày 10 tháng 4 năm 2016, một trích đoạn mới của bộ phim xuất hiện tại lễ trao giải MTV Movie Awards.